# Le galanti avventure di Zorro
Le galanti avventure di Zorro (Les aventures galantes de Zorro) è un film del 1972, diretto da Gilbert Roussel.